# Paspalidium
Paspalidium  es un género de plantas herbáceas,  perteneciente a la familia de las poáceas. Es un género cosmopolita, distibuyéndose por las regiones cálidas.
Algunos autores lo incluyen en el género Setaria.

## Etimología
El nombre del género deriva de la palabra griega eidos (forma) y Paspalum (otro género de la misma familia), aludiendo a la forma de Paspalum, o un diminutivo de Paspalum. 

## Citología
El número cromosómico básico es x = 9, con números cromosómicos somáticos de 2n = 18, 36 y 54. Hay especies diploides y tetraploides.

## Especies
- Paspalidium albovillosum
- Paspalidium ankarense
- Paspalidium aversum
- Paspalidium basicladum
- Paspalidium breviflorum